# Белое (озеро, Карабалыкский район)
Белое озеро — озеро в Карабалыкском районе Костанайской области Казахстана. Находится в 4 км к западу от села Ленинское.
По данным топографической съёмки 1944 года, площадь поверхности озера составляет 5,27 км². Наибольшая длина озера — 2,8 км, наибольшая ширина — 2,6 км. Длина береговой линии составляет 9,6 км, развитие береговой линии — 1,17. Озеро расположено на высоте 209 м над уровнем моря.